# Palmiro (fumetto)
Palmiro è un personaggio dei fumetti nato in una sera uggiosa di fine novembre del 1992, dal pennarello di Sauro Ciantini su misera carta da fotocopie.

## Personaggio
Palmiro si rivela ben presto uno dei fumetti più interessanti a livello nazionale, grazie alla forte ricerca stilistica cosparsa di tanti cuoricini rossi che ad alcuni fanno venire il nervoso ma a tantissimi ricordano le proprie vicende amorose. Specie se si è avuta una fidanzata lontana!
In Palmiro sono presenti molte cose: dall'astrazione di Kandinsky - quello del secondo periodo - a certe rotondità tipiche del Paperino di Carl Barks, all'uso di paesaggi surreali (ma anche vasi e cactus), ispirati al fumetto Krazy Kat di George Herriman. Mantenendo sempre un tratto raffinato ed essenziale, ma sempre molto chiaro ed efficace.
Palmiro esordisce su carta, nel 1993. Sul settimanale umoristico Comix e sull'agenda scolastica, inizialmente fa parte di una serie di strisce umoristiche di argomento vario (presenti sul volume recentemente uscito nel 2012 intitolato "Palmiro and friends") ma si afferma subito come personaggio di successo pochi mesi dopo. Nel 1998 esce il volume "Palmiro, storie di fidanzate lontane" edito da Comix. Nel 2002 e 2003 Palmiro è protagonista di brevi corti animati su MTV Italia, in occasione di san Valentino, e tornerà sullo schermo nel 2009 e nel 2010 per la Campagna Nazionale di Prevenzione del Suicidio Giovanile. Nel 2010 e 2011 sono usciti due volumi editi per la "Double shot editore, dal titolo "My name is Palmiro 1" e "My name is Palmiro 2".